# PMU
Pari Mutuel Urbain (PMU) – jest powstałą w 1930 roku prywatną firmą z branży rozrywkowej, której rolą jest opracowywanie, komercjalizacja i promocja zakładów na wyścigach konnych na rzecz ich francuskich organizatorów.
Od maja 2010 roku, wraz z otwarciem internetowego rynku hazardowego we Francji, firma poszerzyła swoją ofertę o zakłady sportowe i pokera. PMU jest największym operatorem zakładów wzajemnych w Europie i drugim co do wielkości w skali świata.

## Organizacja
Od 1985 PMU posiada statut Zgrupowania Interesów Gospodarczych (GIE), które w chwili obecnej zrzesza 58 francuskich stowarzyszeń wyścigowych, w tym dwa towarzystwa dominujące: France Galop zajmujące się gonitwami płaskimi i płotowymi, oraz „Société d’Encouragement à l’Elevage du Cheval Français” (SECF) do wyścigów kłusaczych. PMU finansuje 80% francuskiej branży konnej przekazując 100% wyniku netto francuskim stowarzyszeniom wyścigowym, w tym również dochód generowany przez ofertę zakładów sportowych bukmacherskich i pokera. Szacuje się, że pozwala to na utrzymanie 75 000 stanowisk pracy bezpośrednio związanych z branżą końską we Francji.

## PMU w Polsce
W Polsce PMU współpracuje od 2011 roku m.in. z polską firmą E-Toto Zakłady Bukmacherskie Sp. z o.o. i Traf – Zakłady Wzajemne Sp. z o.o.

## Rodzaje zakładów konnych PMU

### Simple Gagnant (Górą)
Typowanie zwycięzcy

### Simple Place (Dołem)
Koń przyjdzie w pierwszej dwójce (4-7 koni)

Koń przyjdzie w pierwszej trójce (więcej niż 7 koni)

### Couple Gagnant (Porządek)
Dwa konie w pierwszej dwójce

### Couple Place
Dwa konie w pierwszej trójce

### Couple Ordre (polska dwójka)
Dwa pierwsze konie w dokładnej kolejności

### 2 sur 4
Dwa konie w pierwszej czwórce

### Trio Unifie
Trzy konie w pierwszej trójce

### Trio Ordre (polska trójka)
Trzy pierwsze konie w dokładnej kolejności

### Multi
Cztery konie w pierwszej czwórce (można typować od 4 do 7 koni)

### Mini Multi
Cztery konie w pierwszej czwórce (można typować od 4 do 6 koni)

### Quinte+
Typowanie 5 koni w jednej gonitwie ze wskazaniem ich kolejności

### Pick 5
Typowanie 5 koni w jednej gonitwie w dowolnej kolejności

### Quarte+
Typowanie 4 koni w jednej gonitwie ze wskazaniem ich kolejności

### Tierce
Typowanie 3 koni w jednej gonitwie ze wskazaniem ich kolejności